# Inonotus cuticularis
Inonotus cuticularis es una especie de hongo de la familia Hymenochaetaceae. El género fue descrito por Petter Karsten en 1879.

## Clasificación y descripción de la especie
Basidioma de 50-150 x 50-80 x 5-15 mm, anual, pileado-sésil, aplanado a poco convexo, fibroso de consistencia corchosa. Píleo de color naranja-marrón a marrón-óxido, finalmente tomentoso y algo viloso cuando joven, con la edad puede ser glabro y rimoso, en ejemplares maduros cubierto por una costra marrón oscuro. Margen infértil, grueso e involuto, de amarillo ligero a amarillo grisáceo, el cual se oscurece al maltratarse. Himenóforo poroide, de color amarillo pálido a marrón oscuro; poros circulares a angulares, de 2-5 por mm. Contexto hasta 10 mm de grosor, de color marrón óxido, zonado, fibroso en ejemplares jóvenes, firme y duro en ejemplares maduros, con una línea negra hacia la superficie del píleo. Sistema hifal monomítico con hifas generativas de septos simples, de color marrón amarillento a marrón rojizo, con pared delgada a gruesa (hasta 2.4 μm de grosor), de 2.4-8 μm de diámetro. Setas hifales en la superficie del píleo, abundantes, con paredes de marrón rojizo a marrón oscuro. Setas himeniales ventricosas a subuladas, rectas y terminadas en punta, de marrón amarillento a marrón rojizo oscuro, con paredes gruesas, que se proyectan sobre el himenio. Basidios de 14.4-21.6 x 5.6-8 μm, clavados a cilíndricos, tetraspóricos, hialinos. Basidiosporas de 5.6-8 x 4-6.4 μm, elipsoidales a subglobosas, de marrón amarillento a marrón rojizo oscuro, inamiloides, con pared gruesa, lisas.

## Distribución de la especie
Esta especie se encuentra en México, en los estados de Aguascalientes, Chiapas, Chihuahua, Baja California, Nuevo León y Sinaloa.

## Ambiente terrestre
Esta especie crece formando grupos (gregaria), crece en saúces (Salix spp.) y pirules (Schinus molle) vivos, en la orilla de ríos.

## Importancia cultural y usos
Ocasiona pudrición blanca.

## Estado de conservación
Se conoce muy poco de la biología y hábitos de los hongos, por eso la mayoría de ellos no se han evaluado para conocer su estatus de riesgo (Norma Oficial Mexicana 059).